# Лагерный маршал

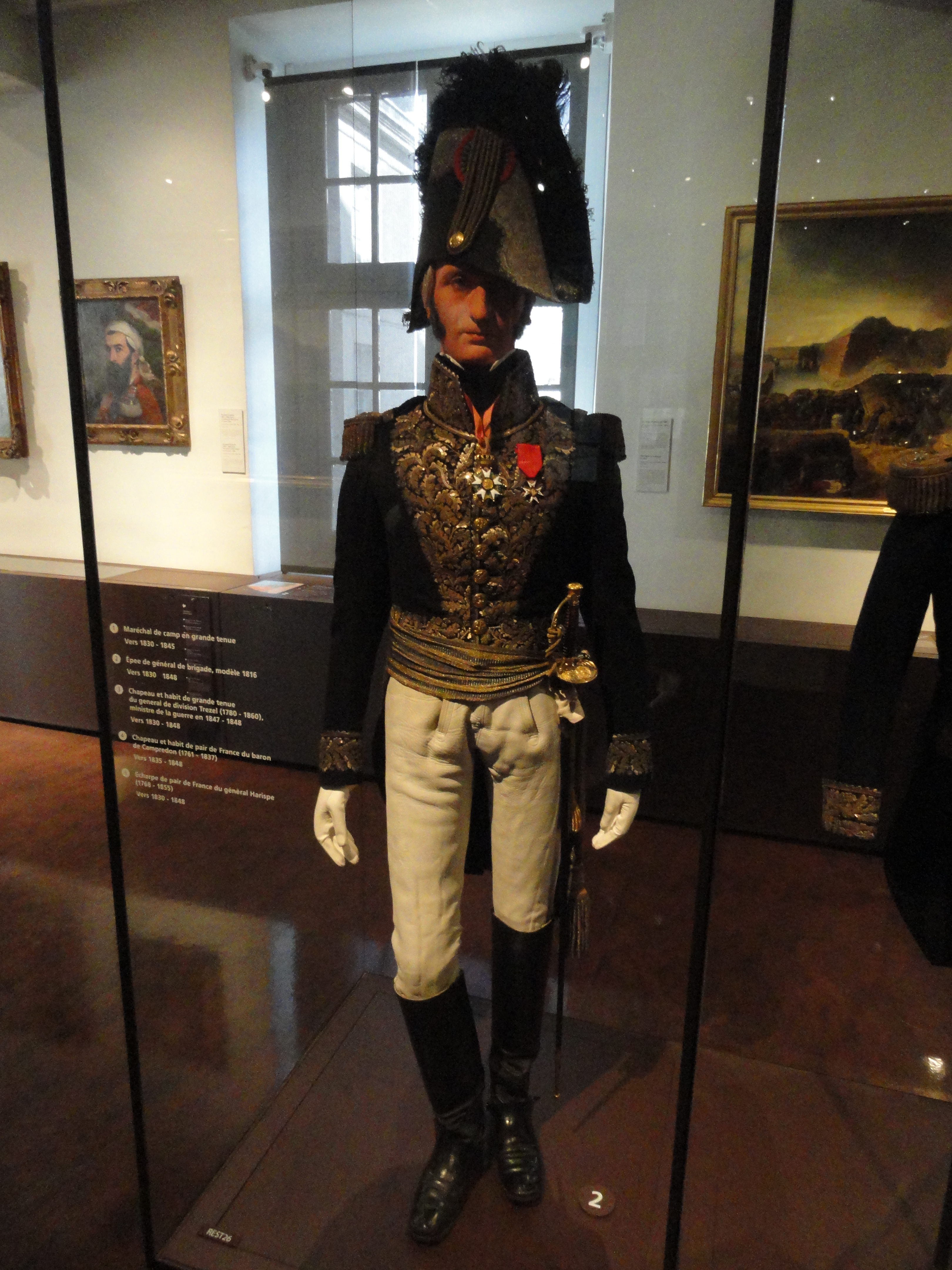
Униформа кампмаршала времён Первой империи. Музей армии, Париж.

Лагерный маршал (фр. maréchal de camp) — упразднённый младший генеральский чин во французской армии, эквивалентный бригадиру в других армиях. Достоверно использовался с XV века по 1793 год, а затем в 1814—1848 годах. В 1793—1814 годах и с 1848 года по настоящее время вместо него используется чин бригадный генерал. При этом в источниках существует неясность относительно использования данного чина в годы Первой империи (в Наполеоновской армии). 
Варианты передачи на русский язык: кампмаршал (наиболее традиционный вариант), марешаль де кан, марешаль де камп, маршал лагеря. 
Также чин использовался в испанской (Mariscal de Campo; в 1701—1889 годах); португальской (Marechal de Campo; в 1762—1862 годах) и бразильской императорской (под тем же названием, что у португальцев) армии.

## История
Впервые упоминается в XV веке. До эпохи Генриха IV лагерный маршал не являлся постоянной военной должностью или постоянным чином, но обозначал офицера, получавшего на время военной кампании поручение от короля или командующего армией заниматься вопросами военной логистики: размещением частей на постой и назначением мест дислокации согласно боевому расписанию.
Большое число лагерных маршалов и постоянные споры между ними о разграничении полномочий привели к созданию должности главного лагерного маршала, а при Людовике XIV чина «главного маршала военных квартир» (maréchal général des logis), выполнявшего обязанности генерал-квартирмейстера и начальника генерального штаба, и имевшего в подчинении всех лагерных маршалов. Это новшество не прижилось, новый чин к XVIII веку слился с маршалом Франции, а лагерный маршал стал младшим генеральским чином, занимавшим в военной иерархии место между бригадиром и лейтенант-генералом армий короля.
К 1789 году во Франции насчитывалось 768 лагерных маршалов. 21 февраля 1793 этот чин был упразднен, вместо него в революционной армии был создан ранг бригадного генерала. Во время Первой Реставрации ордонансом 16 мая 1814 чин лагерного маршала был восстановлен, Наполеон в период Ста дней не стал его отменять, и только революция 1848 года окончательно заменила лагерного маршала бригадным генералом.

## Главный лагерный маршал
Должность главного лагерного маршала (maréchal de camp général), которому должны были подчиняться обычные лагерные маршалы, была впервые дана 8 сентября 1558 году Людовику де Бирагу. При этом его полномочия распространялись только на войска «за горами», то есть в Италии, и автоматически прекратились с подписанием Като-Камбрезийского мира 3 апреля 1559.
Вторым главным лагерного маршалом 30 апреля 1568 стал Арман де Гонто, барон де Бирон. Он находился в подчинении генерал-лейтенанта всего королевства (lieutenant général par tout le Royaume) герцога Анжуйского, а также маршалов Франции.
Третьим и четвёртым главными лагерными маршалами, после отставки Бирона, 2 октября 1577 были назначены Жан де Леомон, сеньор де Пюигайар (1510—1584), и Анри де Ленонкур (ум. 1584).
Пятым главным лагерным маршалом 31 декабря 1584 года стал барон Жан де Терм (ум. 1586).
Шестым главным лагерным маршалом 10 ноября 1586 года был назначен Бернар де Ногаре де Лавалетт (1553—1592).
Седьмым главным лагерным маршалом 21 августа 1592 года стал Шарль де Гонто, барон де Бирон (1562—1602), который, по предположению некоторых авторов, также впервые был назначен главным маршалом Франции.